# Bates Motel (serial telewizyjny)
Bates Motel – amerykański serial grozy wyprodukowany przez American Genre, Carlton Cuse Productions, Kenny Ehrin Productions i Universal Television.
Serial stanowi prequel do filmu Alfreda Hitchcocka Psychoza z 1960 roku (na podstawie powieści Roberta Blocha o tym samym tytule). Przedstawia życie Normana Batesa (Freddie Highmore) i jego matki Normy (Vera Farmiga), przed wydarzeniami w filmie, choć w innym fikcyjnym mieście (White Pine Bay w stanie Oregon, w przeciwieństwie do filmu Fairvale w Kalifornii) oraz w nowoczesnych wnętrzach. Historia Bates Motel różni się od filmu Psychoza IV: Początek, który również jest prequelem pierwszego filmu.
Światowa premiera serialu miała miejsce 18 marca 2013 roku na antenie A&E. W Polsce premiera serialu odbyła się 14 kwietnia 2013 roku na kanale 13th Street Universal, jednak na jego antenie został wyemitowany tylko 1 sezon.
Serial był emitowany również w okresie od 5 marca do 15 maja 2016 roku przez TVP2 pod nazwą Psychoza. Podczas emisji wyświetlono dwa sezony.
W USA drugi sezon skończył się z sukcesem, a A&E przedłużył serial o kolejne serie. Dnia 23 lipca 2016 roku, stacja A&E ogłosiła zakończenie produkcji serialu po 5 sezonie, który będzie finałową serią.

## Fabuła
Serial rozpoczyna się w Arizonie śmiercią męża Normy, zabitego przez Normana (Freddie Highmore) podczas jednej z jego utraty świadomości. Po tym wydarzeniu Norma (Vera Farmiga) odkupuje motel położony w nadmorskiej miejscowości White Pine Bay w stanie Oregon, gdzie zamierza rozpocząć z synem nowe życie. Kolejne sezony ukazują rozwój choroby psychicznej Normana, która staje się coraz bardziej niebezpieczna. Norma stara się chronić swojego syna, w którym rozbudzają się mordercze skłonności.

## Obsada
| Aktor(ka)        | Postać             | Sezon   | Sezon   | Sezon  |
| Aktor(ka)        | Postać             | S1      | S2      | S3     |
| ---------------- | ------------------ | ------- | ------- | ------ |
| Vera Farmiga     | Norma Louise Bates | Główny  | Główny  | Główny |
| Freddie Highmore | Norman Bates       | Główny  | Główny  | Główny |
| Max Thieriot     | Dylan Massett      | Główny  | Główny  | Główny |
| Olivia Cooke     | Emma Decody        | Główny  | Główny  | Główny |
| Nestor Carbonell | szeryf Alex Romero | 2-plan. | Główny  | Główny |
| Kenny Johnson    | Caleb Calhoun      |         | 2-plan. | Główny |

### Pozostali
| Aktor               | Postać             | Sezon    | Sezon   | Sezon   |
| Aktor               | Postać             | S1       | S2      | S3      |
| ------------------- | ------------------ | -------- | ------- | ------- |
| Nicola Peltz        | Bradley Martin     | 2-plan.  | 2-plan. | 2-plan. |
| Keegan Connor Tracy | panna Blair Watson | 2-plan.  | 2-plan. |         |
| Richard Harmon      | Richard Sylmore    | 2-plan.  | 2-plan. |         |
| Aliyah O’Brien      | Regina             | 2-plan.  | 2-plan. |         |
| Mike Vogel          | Zack Shelby        | 2-plan.  |         |         |
| Jere Burns          | Jake Abernathy     | 2-plan.  |         |         |
| Ian Hart            | Will Decody        | 2-plan.  |         | 2-plan. |
| Terry Chen          | Ethan Chang        | 2-plan.  |         |         |
| Jillian Fargey      | Maggie Summers     | 2-plan.  |         |         |
| Brittney Wilson     | Lissa              | 2-plan.  |         |         |
| Hiro Kanagawa       | dr Kurata          | 2-plan.  |         |         |
| Diana Bang          | Jiao               | 2-plan.  |         |         |
| W. Earl Brown       | Keith Summers      | Gościnna |         |         |
| Michael O’Neill     | Nick Ford          |          | 2-plan. |         |
| Michael Eklund      | Zane Morgan        |          | 2-plan. |         |
| Ian Tracey          | Remo               | 2-plan.  | 2-plan. |         |
| Paloma Kwiatkowski  | Cody Brennan       |          | 2-plan. |         |
| Michael Vartan      | George Heldens     |          | 2-plan. |         |
| Kathleen Robertson  | Jodi Morgan        |          | 2-plan. |         |
| Rebecca Creskoff    | Christine Heldens  |          | 2-plan. |         |
| Keenan Tracey       | Gunner             | 2-plan.  | 2-plan. | 2-plan. |
| Ryan Hurst          | Chick Hogan        |          |         | 2-plan. |
| Kevin Rahm          | Bob Paris          |          |         | 2-plan. |
| Joshua Leonard      | James Finnigan     |          |         | 2-plan. |

## Lista odcinków
| Sezon | Sezon | Odcinki | Oryginalna emisja A&E | Oryginalna emisja A&E | Oryginalna emisja 13th Street Universal (seria 1) /Netflix Polska (serie 2-5) | Oryginalna emisja 13th Street Universal (seria 1) /Netflix Polska (serie 2-5) | Oryginalna emisja 13th Street Universal (seria 1) /Netflix Polska (serie 2-5) |
| Sezon | Sezon | Odcinki | Premiera sezonu       | Finał sezonu          | Premiera sezonu                                                               | Finał sezonu                                                                  |                                                                               |
| ----- | ----- | ------- | --------------------- | --------------------- | ----------------------------------------------------------------------------- | ----------------------------------------------------------------------------- | ----------------------------------------------------------------------------- |
|       | 1     | 10      | 18 marca 2013         | 20 maja 2013          | 14 kwietnia 2013                                                              | 16 czerwca 2013                                                               |                                                                               |
|       | 2     | 10      | 3 marca 2014          | 5 maja 2014           | 6 stycznia 2016                                                               | 6 stycznia 2016                                                               |                                                                               |
|       | 3     | 10      | 9 marca 2015          | 11 maja 2015          | 6 stycznia 2016                                                               | 6 stycznia 2016                                                               |                                                                               |
|       | 4     | 10      | 7 marca 2016          | 16 maja 2016          | 7 marca 2018                                                                  | 7 marca 2018                                                                  |                                                                               |
|       | 5     | 10      | 20 lutego 2017        | 24 kwietnia 2017      | 20 lutego 2019                                                                | 20 lutego 2019                                                                |                                                                               |